# Folkets demokratiska union
Folkets demokratiska union (ryska: Российский народно-демократический союз, RNDS) är ett liberalt oppositionsparti i Ryssland. Partiet ingår i den oppositionella koalitionen Det andra Ryssland.
Folkets demokratiska union grundades 2006 som en organisation av före detta premiärministern Michail Kasianov efter att han misslyckats med att bli ledare för Rysslands demokratiska parti. Den 22 september 2007 bildades ur organisationen ett politiskt parti med Kasianov som ordförande.